# 1719 Jens
1719 Jens este un asteroid din centura principală, descoperit pe 17 februarie 1950, de Karl Reinmuth.